# Campichoeta punctum
Campichoeta punctum – gatunek muchówki z rodziny Campichoetidae.
Gatunek ten opisany został w 1830 roku przez Johanna Wilhelma Meigena jako Diastata punctum.
Muchówka o ciele długości od 2,5 do 3 mm. Głowę ma zaopatrzoną w wibrysy i skrzyżowane szczecinki zaciemieniowe. Ubarwienie głaszczków i pierwszego człona czułków jest żółte. Tułów cechuje szare śródplecze z dwoma ciemnymi, podłużnymi pasami oraz pozbawione włosków i szczecinek mezopleury. Skrzydła są wzdłuż przedniego brzegu ciemnoszaro przydymione, a na zewnątrz od tylnej żyłki poprzecznej mają duże plamki. Odnóża odznaczają się słabo rozwiniętymi szczecinkami przedwierzchołkowymi goleni. U samca odwłok ma siódmy tergit pozbawiony dobrze wykształconych szczecinek, a edyty stosunkowo szerokie.
Owad znany z Hiszpanii, Irlandii, Wielkiej Brytanii, Francji, Belgii, Holandii, Niemiec, Danii, Norwegii, Szwajcarii, Austrii, Włoch, Polski, Czech, Słowacji, Węgier, Macedonii, Grecji, europejskiej części Rosji, Bliskiego Wschodu i wschodniej krainy palearktycznej.